# تريفور ليسي
تريفور ليسي (بالإنجليزية: Trevor Lacey)‏ مواليد 13 أكتوبر 1991، هو لاعب كرة سلة أمريكي. بدأ مسيرته الاحترافية في سنة 2015. يلعب مع دينامو باسكت ساساري في ليغا باسكيت الدرجة الأولى. يحمل الرقم 7. يبلغ طوله 6 قدم 3 بوصة (1.9 م). لعب مع فيكتوريا يبرتاس بيزارو.

## روابط خارجية
- تريفور ليسي على موقع كرة السلة الأوروبية.كوم (الإنجليزية)
- تريفور ليسي على موقع كلية كرة السلة في سبورتس رفرنس.كوم (الإنجليزية)
- تريفور ليسي على موقع ريلجم (الإنجليزية)
- تريفور ليسي على موقع بروبوليرز (الإنجليزية)
- تريفور ليسي على موقع سبورتس رفرنس (الإنجليزية)
- تريفور ليسي على موقع سبورتس رفرنس (الإنجليزية)